# سوزان إي. ألكوك
سوزان إي. ألكوك (بالإنجليزية: Susan E. Alcock)‏ هي عالمة آثار كلاسيكية أمريكية، ولدت في القرن العشرين.